# Georgij Pjatakov
Georgij Leonidovitj Pjatakov, född 6 augusti 1890 i Kiev i Kejsardömet Ryssland, död 30 januari 1937 i Moskva i Sovjetunionen, var en rysk politiker.
Pjatakov, son till en fabrikör, startade sin politiska bana som anarkist men blev 1912 bolsjevik. Han förvisades 1913 till Sibirien, varifrån han året därpå rymde till utlandet. Han återkom under Kerenskijregimen, deltog aktivt i oktoberrevolutionen 1917 och striderna mot de vita i Polen och Ukraina. År 1927 blev han chef för den ryska handelsdelegationen i Paris. Pjatakov uteslöts i september samma år ur kommunistiska partiet som anhängare av Trotskij men återintogs 1929 och blev chef för riksbanken.
Pjatakov räknas tillsammans med Rozalia Zemljatjka och Béla Kun som ansvarig för de masskjutningar och den röda terror på Krim som den civila befolkningen, tillfångatagna soldater och officerare i Pjotr Wrangels armé genomled.
Pjatakov var motståndare till Lenins nationalitetslinje – alla nationers rätt till självbestämmande – och blev av denne anklagad för "kälkborgerlighet" och "chauvinism".
År 1937 dömdes han till döden för att ha konspirerat mot sovjetstaten, ett brott han också erkände. Han avrättades genom arkebusering.